# Álvaro Borba
Álvaro Benvenutti Borba (Paranaguá, 1983 ou 1984), também conhecido como O Pai da Capivara, é um jornalista e youtuber brasileiro.

## Biografia

### Jornalismo
Após sua graduação, trabalhou em diversas revistas e emissoras de televisão e rádio. Ele foi editor-chefe na TV Bandeirantes e chefe de reportagem e âncora na Rádio CBN de Curitiba até 2013, quando demitiu-se por alegar que o veículo de mídia tentou abafar casos de abuso sexual contra as funcionárias perpetrados por Airton Cordeiro. Além de Álvaro, Mariana Ceccon, estágiária vítima do abuso e pivô do caso, o diretor de jornalismo José Wille e o chefe de reportagem Marcos Tosi também se demitiram. Cordeiro demitiu-se afirmando que tinha "pena" de Ceccon.

### Departamento de Internet e Mídias Sociais
Em 2013, durante a gestão de Gustavo Fruet (PDT), Álvaro foi diretor do Departamento de Internet e Mídias Sociais da Prefeitura de Curitiba, onde ficou conhecido por trabalhar na mudança do estilo de comunicação institucional da cidade. As redes sociais da Prefeitura de Curitiba passaram a utilizar memes, como os de capivara, e referências da cultura pop para se aproximar da população. Na época, o conjunto de redes sociais tornaram-se as páginas institucionais mais populares do Brasil.

### Meteoro Brasil
Em abril de 2017, junto com sua esposa Ana Lesnovski, criou o canal do YouTube Meteoro Brasil. No início, os vídeos tinham como temática cultura pop, política, ciência e filosofia, e Álvaro e Ana mantiveram-se anônimos, pois "tiraria a magia da coisa toda". Em julho de 2019, se revelaram ao público quando cederam uma entrevista para Cauê Moura no podcast Poucas.
Em 2018, o canal passou a ser associado com o BreadTube e ganhou grande enfoque político, cobrindo eventos como a greve dos caminhoneiros e a CPI da COVID-19. Em 2022, o canal cobriu as manifestações golpistas após a eleição presidencial, e durante a live no dia 22 de novembro, Álvaro afirmou que Paranaguá é "um lugar horrível, hediondo e fedido", o que levou o vereador Luizinho Maranhão (PSB) a fazer duras críticas ao jornalista.
Ao fim de 2023, o casal terminou de montar seu novo estúdio e o projeto foi remodelado. Em 23 de maio de 2024, Álvaro debateu com Arthur do Val no Inteligência Limitada. Veículos de mídia como a revista Fórum e Diário do Centro do Mundo notificaram que Álvaro teria "vencido" o debate, porém a Gazeta do Povo deu a "vitória" para Arthur do Val. O debate havia sido divulgado por um mês pelo youtuber Luide, e figuras da esquerda como Gaiofato, Tamir Felipe, Espectro Cinza e a Soberana TV desaprovaram a performance de Álvaro.
Em dezembro de 2024, Álvaro anunciou o fim de seu relacionamento com Ana, sua saída do projeto e a venda da casa que haviam comprado como estúdio após a remodelação do canal.

## Formação
Álvaro formou-se em Jornalismo pela Universidade Federal do Paraná em 2004.

## Publicações
Em 2019, Álvaro e Ana lançaram o livro Tudo o que Você Precisou Desaprender para Virar um Idiota (editora Planeta). A obra tem um nome que parodia o livro O Mínimo que Você Precisa Saber para Não Ser um Idiota, de Olavo de Carvalho, e desconstrói 24 teorias da conspiração defendidas por brasileiros.